# Viva là e po bon
Viva là e po bon (občasno zapisano Viva l'A. e po bon) je tržaška ljudska skladba v beneško-tržaškem narečju.

## Besedilo
| Tržaško besedilo | Sloveski prevod |
| Viva là e po bon Xe questo el moto triestin Che la vadi ben Che la vadi mal Sempre alegri e mai passion Viva là e po bon! Gavevo un porco El me xe crepà Oh, che pecà Lo incoconavo per farlo bel ma co i salami el xe svolado in ciel Viva là e po bon Xe questo el moto triestin Che la vadi ben Che la vadi mal Sempre alegri e mai passion Viva là e po bon Gavevo na mula La me xe scampà Oh, che pecà La cocolavo, ma sul più bel La xe filada via come un stornel Viva là e po bon Xe questo el moto triestin Che la vadi ben Che la vadi mal Sempre alegri e mai passion Viva là e po bon | Uživaj in konec Ta je tržaški moto Če gre dobro Če gre slabo Vedno veseli in nikoli trpljenje Uživaj in konec! Sem imel prašiča Umrl mi je Oh, kakšna škoda Naličil sem ga, da bi zgledal lep A s salamami je zletel v nebo Uživaj in konec Ta je tržaški moto Če gre dobro Če gre slabo Vedno veseli in nikoli trpljenje Uživaj in konec! Imel sem punco Vtekla mi je Oh, kakšna škoda Božal sem jo, a na najlepšem Zbežala je kot ptica Uživaj in konec Ta je tržaški moto Če gre dobro Če gre slabo Vedno veseli in nikoli trpljenje Uživaj in konec! |